# Iris (Film)
Iris ist ein Spielfilm des britischen Regisseurs Richard Eyre aus dem Jahr 2001. Das Drama ist eine Filmbiografie über die anglo-irische Schriftstellerin Iris Murdoch, die im Alter von 74 Jahren an Alzheimer erkrankte. Der Film basiert auf dem Buch Elegy for Iris: A Memoir, das ihr Ehemann John Bayley nach Murdochs Tod veröffentlichte.

## Handlung
Die namhafte Schriftstellerin Iris Murdoch ist mit den Vorarbeiten für ein neues Buch beschäftigt, als die ersten Symptome der Alzheimer-Krankheit bei ihr auftreten. Sie schafft es nicht, das Wort Puzzle über ihre Lippen zu bringen, und hinterfragt dessen Bedeutung. In der Folgezeit wiederholt sie ständig Wortfetzen, ohne es zu bemerken. Nach medizinischen Tests werden die seinerzeit größte englische Romanautorin und ihr Ehemann John Bayley mit der Diagnose Alzheimer konfrontiert. Während Iris immer mehr dem psychischen und physischen Verfall ausgesetzt ist, will der ihr treu ergebene John seine große Liebe nicht aufgeben und übernimmt ihre Pflege. Die intelligente und redegewandte Literatin, die in Rückblenden als lebenshungrige und sexuell offene und erfahrene junge Frau porträtiert wird, verliert durch die fortschreitende Demenz-Erkrankung immer mehr ihren Verstand. Den Anforderungen, welche die intensive Pflege seiner Frau an ihn stellt, ist John Bayley nicht gewachsen und er muss Iris in ein Heim einweisen lassen, wo sie vier Jahre nach Ausbruch ihrer Krankheit stirbt.

## Entstehungsgeschichte
Iris basiert auf dem Buch Elegy for Iris: A Memoir, das ihr Ehemann John Bayley (1925–2015) nach Murdochs Tod veröffentlichte. Der Film wurde u. a. von dem Filmstudio Miramax und der BBC produziert. Die Dreharbeiten entstanden vorwiegend in England, u. a. in der Universitätsstadt Oxford (Oxfordshire), Richmond (Surrey) und in Southwold (Suffolk), wo u. a. die Szenen am Strand entstanden, sowie im kanadischen Toronto.

## Kritiken
- „Ein ganz besonderer, einfühlsamer und drastischer Film über die Liebe.“ (Elle)
- „Die Geschichte einer großen, selbstlosen Liebe, die zu Herzen geht.“ (Bild am Sonntag – VIVA BAMS)
- „Packendes Drama über die britische Literatin Iris Murdoch, deren Ehemann nach ihrer Alzheimer-Erkrankung verzweifelt um die Liebe seines Lebens kämpft.“ (DVD & Video Report)
- „Nach den Memoiren von John Bayley erzählt das britische Theaterass Richard Eyre die Geschichte einer alles überragenden Liebe. In dem packenden Berlinale-Wettbewerbsbeitrag lässt er Vergangenheit und Gegenwart nahtlos ineinander fließen und liefert damit weder Biopic noch Krankheitsdrama, sondern ein Porträt einer höchst ungewöhnlichen Beziehung.“ (Blickpunkt: Film)
- „Literaturdrama über die englische Schriftstellerin Iris Murdoch, die nach einer erfolgreichen Karriere an Alzheimer erkrankte. Intelligent, humorvoll und ironisch verquickt der Film die Krankheitsgeschichte mit Rückerinnerung an jene Jugendtage in Oxford, als sie ihren Ehemann John Bayley kennenlernte. In den Hauptrollen glänzend besetzt und dank subtiler Bilder in der Beschreibung der Krankheit durchaus sehenswert, verschenkt das Drehbuch dennoch viel, weil die Verbindung zwischen den Erinnerungen an den Beginn der Beziehung und der Krankheitsgeschichte nicht immer plausibel erscheint.“ (film-dienst)
- „Die subtile Umsetzung einer seltsamen Intellektuellen Love-Story verhindert allerdings, dass daraus je Kolportage wird. Verdienter Oscar für Broadbent.“ (Kultur Spiegel)
- „‘Iris’ handelt von den Schrecknissen der Alzheimer-Krankheit, von der Frage, was aus der Liebe wird, wenn ein Partner sich bis zur Unkenntlichkeit verändert. Als Vorlage dient das Schicksal der Erfolgsautorin Iris Murdoch (gespielt von Kate Winslet und Judi Dench) und ihres Mannes Bayley (gespielt von Hugh Bonneville und Jim Broadbent). Doch Eyre verlässt sich nicht auf die Skurrilität seiner Vorbilder, sondern donnert die Story seiner melancholisch-verdüsterten Figuren mit viel Musikschwulst zu: So gehen seinem Film über Gedächtnisverlust aller Witz und alle Gedanken verloren.“ (Der Spiegel)
- „Tristesse pur? Gewiss. Aber kein violinenumsäuselter Behindertenkitsch. Richard Eyre blättert in Rückblenden warmherzige Szenen einer Ehe auf, in der zwei gegensätzliche Charaktere – Iris dominant und impulsiv, John ein stotternder Kauz, der nicht eben die Welt entflammt – zur Ruhe kommen. Umso mehr Wehmut löst das tragische Finale aus. So muss es sich anfühlen, wenn man einen Partner verlässt, obwohl man ihn liebt.“ (Cinema)
- „‘Iris’ ist keine konventionelle Biografie, sondern schildert im steten Wechsel zwischen gestern und heute besondere Momente des Lebens von Iris Murdoch. Das Resultat: fesselnd, rührend und auch mal schmerzhaft ungeschminkt. Ein Genuss.“ (TV Movie)
- „Garantiert kein Li-La-Laune-Film und gerade deshalb so sehenswert.“ (TV Spielfilm)
- „Zu Herzen gehendes Drama über die Kraft der Liebe im Schatten einer tückischen Krankheit.“ (TV Today)

## Auszeichnungen
Das ca. 5,5 Mio. US-Dollar teure Drama wurde mit Preisen und Nominierungen geradezu überschüttet, vor allem die Darstellerleistungen wurden von den Kritikern herausgehoben. Kate Winslet wurde für ihr Spiel der jungen Iris Murdoch mit ihrer dritten Oscar-Nominierung sowie einer Golden-Globe- und einer BAFTA-Nominierung honoriert. Der zum damaligen Zeitpunkt noch unbekannte Hugh Bonneville wurde in Berlin mit dem New Talent Award ausgezeichnet. Jim Broadbent gewann den Oscar als bester Nebendarsteller sowie den Golden Globe. Hauptdarstellerin Judi Dench gewann für ihr Porträt der berühmten Literatin, die immer mehr der geistigen Demenz verfällt, ihren insgesamt sechsten BAFTA Award sowie eine Golden-Globe-Nominierung. Mit Spannung erwartete die bekannte Charakterdarstellerin nach Shakespeare in Love endlich auch als Hauptdarstellerin mit dem Oscar ausgezeichnet zu werden, doch weder sie noch die favorisierte Nicole Kidman (Moulin Rouge) gewannen die Trophäe. 2002 ging der Oscar für die beste Hauptdarstellerin zum ersten Mal an eine afroamerikanische Schauspielerin – Halle Berry triumphierte mit dem Drama Monster’s Ball.

### Oscar 2002
- Bester Nebendarsteller (Jim Broadbent)

Nominiert in den Kategorien
- Beste Hauptdarstellerin (Judi Dench)
- Beste Nebendarstellerin (Kate Winslet)

### British Academy Film Award 2002
- Beste Hauptdarstellerin (Judi Dench)

Nominiert in den Kategorien
- Bester britischer Film
- Bester Hauptdarsteller (Jim Broadbent)
- Bester Nebendarsteller (Hugh Bonneville)
- Beste Nebendarstellerin (Kate Winslet)
- Bestes adaptiertes Drehbuch

### Golden Globe 2002
- Bester Nebendarsteller (Jim Broadbent)

Nominiert in den Kategorien
- Beste Hauptdarstellerin – Drama (Judi Dench)
- Beste Nebendarstellerin – Kate Winslet

### Weitere
Berlinale 2002
- New Talent Award (Hugh Bonneville)
- nominiert für den Goldenen Bären als bester Film

Broadcast Film Critics Association Award 2002
- nominiert in der Kategorie bester Nebendarsteller (Jim Broadbent)

Europäischer Filmpreis 2002
- Publikumspreis – Beste Darstellerin (Kate Winslet)

Nominiert in den Kategorien
- Publikumspreis – Beste Darstellerin (Judi Dench)
- Publikumspreis – Bester Darsteller (Hugh Bonneville)
- Publikumspreis – Bester Darsteller (Jim Broadbent)

Evening Standard British Film Award 2002
- Beste Schauspielerin (Kate Winslet)

Golden Satellite Award 2002
Nominiert in den Kategorien
- Beste Hauptdarstellerin – Drama (Judi Dench)
- Bester Nebendarsteller – Drama (Jim Broadbent)
- Beste Nebendarstellerin – Drama (Kate Winslet)

Humanitas Prize 2002
- Bester Film

Sindacato Nazionale Giornalisti Cinematografici Italiani 2002
- nominiert für den besten Filmsong

London Critics Circle Film Award 2002
- Beste britische Hauptdarstellerin des Jahres (Judi Dench)

Los Angeles Film Critics Association Award 2001
- Bester Nebendarsteller (Jim Broadbent)
- Beste Nebendarstellerin (Kate Winslet)

National Board of Review 2001
- Bester Nebendarsteller (Jim Broadbent)

Screen Actors Guild Award 2002
Nominiert in den Kategorien
- Beste Hauptdarstellerin (Judi Dench)
- Bester Nebendarsteller (Jim Broadbent)